# 木ノ俣用水

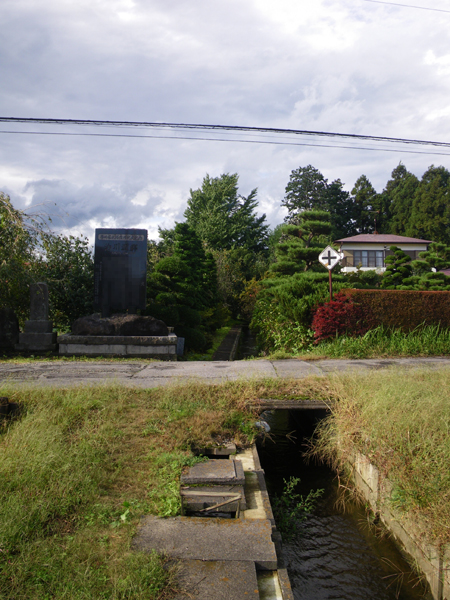
黒磯市街付近の旧木ノ俣用水。厚崎掘と呼ばれるこの流路は、現在は排水路となっている。

木ノ俣用水（きのまたようすい）は、栃木県北部の那須野が原扇状地を流れる用水路のうち、那珂川支流木の俣川から取水し、那須塩原市を流れる用水路である。木の俣川から取水し木ノ俣用水の名で呼ばれる用水路は複数存在し、旧木ノ俣用水と新木ノ俣用水に大別されるが、本項ではこれらの用水路の総称を「木ノ俣用水」として定義する。

## 概要

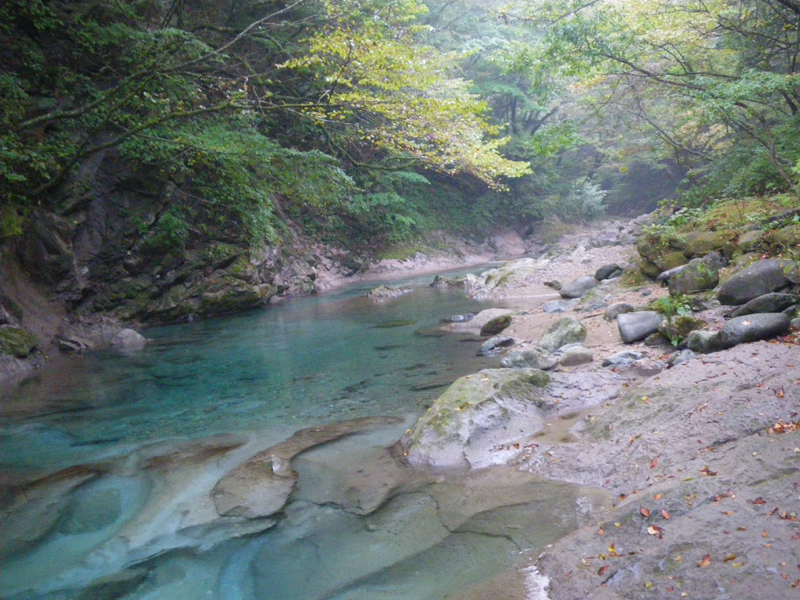
板室街道付近の木の俣川。旧木ノ俣頭首工はここから200m、新木ノ俣頭首工は4kmの上流にある。

那須野が原一帯は4万haもの面積を持つ広大な複合扇状地で、一般的な扇状地がそうであるように、この地域を流れる河川は地下深く伏流し地下水となり洪水時にしか水が流れない。那須野が原北東の端を流れる那珂川は、この扇状地付近では深い谷底を流れており、この川から水を得るためには扇状地よりも標高が高い上流の地域から用水路を引を引く必要がある。
新旧の木ノ俣用水は、那珂川上流の支流のうち、大佐飛山地から流れ出る木の俣川の渓流を水源としている。それぞれ取水口（頭首工）の位置は異なるものの、いずれも那須塩原市百村地区の山間部から取水している。このうち旧木ノ俣用水は、江戸時代中期に開削された古い用水路を起源としており、一方の新木ノ俣用水は明治期の那須疏水の完成後に開削された比較的歴史の新しい用水路である。これらの用水路はその後、昭和から平成にかけて行われた国営那須野が原開拓建設事業の際、より大規模な用水路である那須疏水や、那須野が原一帯において最も古い用水路である蟇沼用水と共に、那須野が原用水の一部として組み込れられている。例えば現在の流路では、旧木ノ俣用水、および新木ノ俣用水の残水は板室ダムから取水する高林用水と共に、国営那須野が原開拓建設事業の際に作られた戸田調整池に流入するようになっている。

## 旧木ノ俣用水

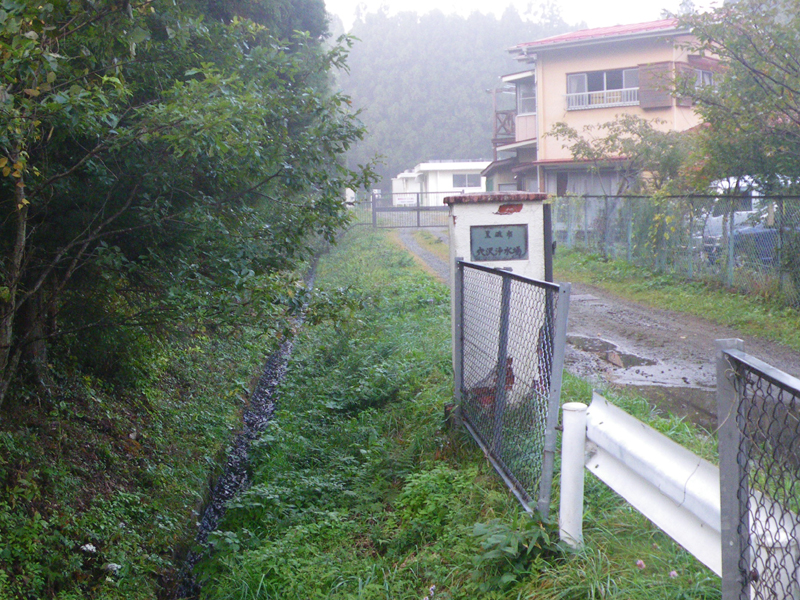
旧木ノ俣用水から飲料水を取水する穴沢浄水場。江戸時代に旧木ノ俣用水を開削した穴沢地区では、現在でもこの水を飲料水として利用している。

旧木ノ俣用水は、谷底を流れる那珂川の右岸と水無川熊川の左岸に挟まれた、那須東原に位置する黒磯地域（旧・黒磯市）を流れる用水路である。
水利の便が悪く不毛の荒野であった那須野が原に用水路を開削する試みは明治期の那須疏水以前にも記録があるが、旧木ノ俣用水はその一つ、江戸時代中期の1763年（宝暦13年）から1765年（明和2年）にかけて穴沢集落によって開削された穴沢用水を起源としている。木の俣川から穴沢集落までの開削には、岩肌にトンネルをくり貫いたり急斜面に水路を掘ったりといった、小さな集落にとっては困難な工事が伴ったであろうと推測されており、これが成功した際には、村民たちは3日3晩に渡って祝宴を催し喜びを表したという。これ以降、先人の偉業を讃える伝統行事は昭和の半ばまで続けられ、取入口で行われた水神祭の様子を描いた絵図は那須塩原市指定の文化財として現存している。この用水路はその後も幾度もの整備や延長を繰り返しており、特に文化年間（1804年 - 1817年）にはこの地域を任されていた代官、山口鉄五郎によって下流まで延長された際には、210haの水田を潤す灌漑用水として整備され、山口堀と称された。しかし、このときの整備は計画通りの成果を出せず、水田や用水路は次第に廃れていき、幕末にはほとんど水が流れていない状態であったとされる。
明治期にも改修が行われているが、特に山口堀として延長された区間の本格的な改修は、那須野が原一帯を潤す大規模な用水路である那須疏水の開削と前後する1884年（明治17年）から翌年にかけて行われた。1891年（明治24年）から翌年にかけては大掛かりな流路の変更も行われているが、少なくともこの頃には木ノ俣用水という名称が使われるようになり、1893年（明治26年）における新木ノ俣用水の開削後は旧木ノ俣用水と呼ばれるようになった。
1967年（昭和42年）から1994年（平成6年）の間に行われた国営那須野が原開拓建設事業においては、新木ノ俣用水、那須疏水、蟇沼用水と共に、旧木ノ俣用水も幹線水路の統合や老朽化した一部水路の舗装化を施されている。現在、穴沢集落から那須疏水と交差するまでの流路は戸田用水路とも呼ばれており、その一部は戸田調整池や那須疏水へと合流している。那須疏水と交差して以南の流路は那須疏水第二分水の流路と重なっており、この地域のうち明治期の開拓以前から開かれていた地域では、かつては那須疏水の水利権を得ることができなかったが、国営那須野が原開拓建設事業によって流路の統廃合が進んで以降は旧木ノ俣用水の水路はあまり使われなくなっており、古い流路の一部は那須疏水の排水路などに転用されている。

## 新木ノ俣用水
新木ノ俣用水は那須疏水の完成後、1893年（明治26年）に高林地区（当時の高林村）の灌漑用水として開削された用水路で、旧木ノ俣頭首工より上流部の、木の俣川の支流西俣沢川との合流地点近くにある新木ノ俣頭首工から取水する。集落へと流れ出た後は東西に分岐し、西側の流路は巻川用水や水無川である熊川と幾度か交差しつつ、旧木ノ俣用水よりも北西側の地域を流れる。この用水路はその後の1917年（大正6年）にも改修を受けており、後述の木ノ俣隧道はこの時期に掘られたものである。また、この用水路も旧木ノ俣用水と同様、1967年（昭和42年）から1994年（平成6年）の間に行われた国営那須野が原開拓建設事業において取水口や流路の改修を受け、那須野が原用水の一部として統合された。これにより、水路の一部は旧木ノ俣用水に合流し戸田調整池へと流れ込むようになっている。

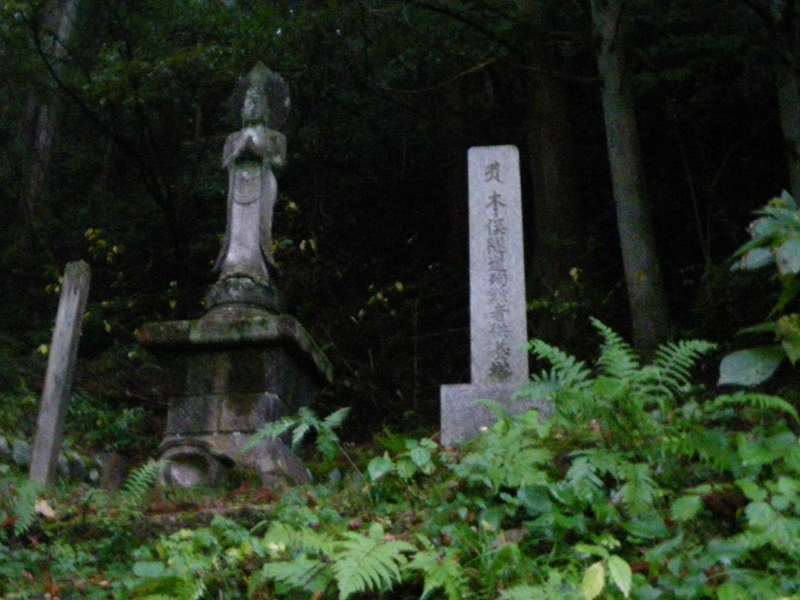
木ノ俣隧道殉難者供養塔。人里から少し離れた山中の、木の俣川の渓谷を見下ろす崖上の広場に位置している。

この時期の新木ノ俣用水では木ノ俣隧道事故と呼ばれる、那須野が原の農業史上類を見ないとも形容されるような大事故が起こっている。事故の発端は国営那須野が原開拓建設事業が開始される直前の1966年（昭和41年）6月末に発生した、昭和41年台風第4号による増水で、このとき新木ノ俣用水の上流部で大正時代に掘られた水路トンネル（木ノ俣隧道）内の土砂が40mに渡って崩壊し、農業上重要な時期に水田への水の供給が行えなくなるという事態が発生した。このとき用水路の水を必要とする地元住人60人前後を動員し、トンネル内の土砂を取り除く復旧作業が行われたのだが、その作業中の7月8日午後、照明のために持ち込まれたガソリンエンジン発電機から発生した排気ガスを原因として、トンネル内で一酸化炭素中毒事故が発生。現場が山中であったことや、気象条件の悪さも重なって救援も難航し、女性6人を含む25人の死者と多くの要治療者を出す惨事を引き起こした。この事故は全国で報道され国会でも取り上げられたほか、多くの救援が寄せられるなど、結果的には水不足と戦う農民の苦境を全国に知らしめ、また地元の結束を強める結果に繋がったとも言われ、これをきっかけとして国営那須野が原開拓建設事業の着工は予定よりも早められることになった。
事故のあった水路トンネルは、元々改修が予定されていたものであり現在は使用されていないが、遺構付近には「木ノ俣隧道殉難者供養塔」と題した慰霊碑が立てられその後も慰霊碑の手入が続けられている。また、地区内から犠牲者を出した木綿畑本田地区では、豊作を祈願して江戸中期から続けられていた暴れ獅子舞の奉納を同年から後継者不足で廃止していたことが、事故との間に神秘的な関連性があったと信じられ、祭事は1970年（昭和45年）から再開された。この獅子舞の祭事は後の1973年（昭和48年）に「木綿畑本田の獅子舞」として市指定の無形民俗文化財として登録され、その後も地元の若者に継承されているという。